# Miss Andorra
Miss Andorra è un concorso di bellezza nazionale per le donne non sposate del Principato di Andorra. Dal 2003 la vincitrice del concorso ha la possibilità di partecipare a concorsi di bellezza internazionali come Miss Mondo.

## Albo d'oro
| Anno | Miss Andorra             |
| ---- | ------------------------ |
| 2003 | María José Girol Jumenez |
| 2005 | Lourdes Fernández        |
| 2006 | Raquel Rueda             |

Le vincitrici degli altri anni non sono documentate.